# Приключения принца Ахмеда
Приключения принца Ахмеда ( нем. Die Abenteuer des Prinzen Achmed)  — немецкий анимационный фильм 1926 года, снятый деятельницей кинематографа и режиссёром Лотте Райнигер. Это старейший из сохранившихся анимационных художественных фильмов. Более ранние сравнимые работы были сделаны в Аргентине Квирино Кристиани, но они считаются утерянными. В «Приключениях принца Ахмеда» используется техника силуэтной анимации, изобретенная Райнигер, основанная на манипуляции вырезками из картона или тонких листов свинца перед камерой. Техника, которую она использовала для съёмки, напоминает теневой театр Ваянг, однако, куклы не манипулировались вживую, как в театре, а их движения были анимированы покадрово. Оригинальные отпечатки имели цветную тонировку. Райнигер также впервые использовала камеру особой конструкции для многократной экспозиции. Такая камера впоследствии стала одним из наиболее важных устройств доцифровой анимации. Вместе с Райнигер над фильмом работали известные аниматоры-авангардисты Вальтер Руттманн, Бертольд Бартош и Карл Кох. История основана на сюжетах сказок «Тысячи и одной ночи», в том числе «Аладдин», «История принца Ахмеда и феи Пери-Бану» и «Волшебный конь».

## Сюжет
Африканский колдун, силой воображения, создаёт летающую лошадь, которую показывает халифу. Когда колдун отказывается продать диковинку за любое количество золота, которое бы он ни попросил, халиф предлагает выбрать любое сокровище, из тех, что ему принадлежат. К великому огорчению, колдун выбирает Динарсаду, дочь халифа. Принц Ахмед, брат Динарсаде, возражает, но колдун уговаривает его опробовать лошадь. Принц не умеет управлять лошадью, поэтому она уносит принца всё выше и выше в небо. За это калиф заключил колдуна в тюрьму.
Когда Ахмед, наконец, подчиняет себе лошадь и заставляет её спуститься, то попадает на волшебный остров, Вак-Вак . Его встречает группа привлекательных девушек. Когда они начинают бороться за его внимание, он улетает к озеру. Там он наблюдает, как Пари Бану, прекрасная правительница страны Вак-Вак, приходит со своими слугами для купания. Когда они замечают его, все улетают, кроме Пари Бану, поскольку у Ахмеда завладел её волшебным костюмом из перьев . Она убегает пешком, но Ахмед её ловит. Он завоевывает её доверие, когда возвращает ей перья. Персонажи влюбляются. Однако она предупреждает его, что демоны Вак-Вака попытаются его убить.
Колдун освобождается от цепей. Превратившись в летучую мышь, он ищет Ахмеда. Принц преследует колдуна (превратившегося в кенгуру ) и падает в яму. Пока Ахмед сражается с гигантской змеей, колдун увозит Пари Бану в Китай и продает ее Императору . Колдун возвращается и прижимает Ахмеда под валуном на вершине горы. Однако Ведьма Пылающей горы замечает его и спасает Ахмеда. Колдун - ее заклятый враг, поэтому она помогает Ахмеду спасти Пари Бану от Императора. Затем демоны Вак Вака находят пару и, несмотря на яростное сопротивление Ахмеда, уносят Пари Бану. Ахмед заставляет плененного демона доставить его в Вак-Вак. Однако ворота Вак Вака заперты.
Затем он убивает монстра, напавшего на мальчика по имени Аладдин . Аладдин рассказывает о том, как колдун нанял его, бедного портного, чтобы добыть из пещеры волшебную лампу . Когда Аладдин вернулся ко входу в пещеру, колдун потребовал лампу, прежде чем выпустить его. Аладдин отказался, и колдун запечатал его. Аладдин случайно выпустил одного из джиннов из лампы и приказал отвезти его домой. Затем он ухаживал за Динарсаде и женился на ней. Однажды ночью Динарсада, великолепный дворец Аладдина, и лампа исчезли. Обвиненный халифом, Аладдин бежал, чтобы избежать казни. Шторм на море выбросил его на берег в Вак-Ваке. Когда он попытался сорвать плод с «дерева», оно превратилось в монстра и схватило его, но Ахмед убил его.
Ахмед понимает, что колдун был ответственен за судьбу Аладдина, и приходит в ярость. Он также сообщает Аладдину, что его дворец и лампа были украдены колдуном из-за его одержимости Динарсаде. Затем приходит ведьма. Поскольку только лампа может открыть врата, она соглашается напасть на колдуна, чтобы заполучить ее. Они участвуют в магической дуэли, каждый из которых превращается в разных существ. Через некоторое время они принимают человеческий облик и бросают друг в друга огненные шары. Наконец ведьма убивает колдуна.
С лампой они могут войти в Вак Вак как раз вовремя, чтобы спасти Пари Бану от гибели. Разгорается жестокая битва. Демон крадет лампу, но ведьма возвращает ее. Она вызывает из лампы существ, которые побеждают демонов. Одно существо, похожее на гидру, хватает Пари Бану. Когда Ахмед отрубает одну из его голов, сразу же вырастают еще две, но ведьма останавливает эту регенерацию, позволяя Ахмеду убить ее и спасти Пари Бану. Затем летающий дворец опускается на землю. Внутри Ахмед, Пари Бану, Аладдин и халиф находят Динарсада. Две пары прощаются с ведьмой и летят домой во дворец.

## Производство
Райнигер создавала фильм с 1923 по 1926 год. Каждый кадр требовал кропотливой съёмки, а каждой секунде фильма требовалось 24 кадра. В небольшую съёмочную группу фильма вошли муж Райнигер Карл Кох, Вальтер Руттманн, Бертольд Бартош, Александр Кардан и Вальтер Турк. Берлинский банкир Луи Хаген профинансировал фильм и предложил команде использовать чердак его гаража в качестве студии. Оскар Фишингер изготовил особый аппарат, нарезавший восковой блок тонкими слоями, который использовался для создания спецэффектов, визуализирующих магию.  Другим инструментом была ранняя версия камеры для многократной экспозиции. Эффект сияния звёзд достигался, помещением картонных моделей с маленькими отверстиями перед источником яркого света. Наложенные друг на друга кусочки полупрозрачной папиросной бумаги использовались для создания волн, а серебряная бумага — для лунного отражения на воде. Для других подвижных фонов, которые иногда включали использование двух негативов, делали разные слои, покрытые такими веществами, как песок, краска и мыло. О последнем Бартош позже говорил: «За годы работы я многому научился. Мыло, оно совершенно необыкновенное, с мылом можно всё».

## Цензура
Райнигер была одним из первых режиссёров XX века, которая попыталась показать на киноэкране мужскую гомосексуальную любовь, благодаря персонажам Императора Китая и Пинг-Понга. В прокатной кинотеатральной версии данная сюжетная линия была подвергнута цензуре: Пинг-Понг был представлен как фаворит императора. При этом даже в подцензурной версии, в титрах сохранилось определение «Любимец (возлюбленный) Императора» (нем. Des Kaisers Liebling). Райнигер открыто заявляла о желании дестигматизировать гомосексуальность в кино: 
Я знала множество гомосексуальных мужчин и женщин из мира кино и театра в Берлине и видел, как они страдали от стигматизации. [...] Я подозреваю, что когда Император целует Пинг-Понга, это, должно быть, был первый счастливый поцелуй между мужчинами в кино, и я хотела, чтобы это произошло совершенно спокойно посреди «Принца Ахмеда», чтобы дети — некоторые из которых тоже гомосексуальные, а некоторые — нет — могли увидеть это как естественное явление и не быть шокированными или пристыженными.

## Реставрация
Хотя оригинальная пленка имела цветную тонировку, все отпечатки, доступные незадолго до реставрации, были чёрно-белыми. Работая по сохранившимся нитратным отпечаткам, немецкие и британские архивисты восстановили фильм в 1998 и 1999 годах, включая исходное тонирование изображения, при помощи метод Десмета.

## Наследие
Дань уважения фильму можно наблюдать в диснеевском «Аладдине», где вводится персонаж по имени принц Ахмед. Художественный стиль «Приключений принца Ахмеда» послужил источником вдохновения для эпизода «Ответ» мультсериала «Вселенная Стивена».

## Музыка
Оригинальная музыка была написана немецким композитором Вольфгангом Целлером в непосредственном сотрудничестве со съёмочной группой. Райнигер создавал для оркестра фотограммы, на которых были запечатлены сцены фильма.

### Современное сопровождение
- Ансамбль Silk Road сопровождал фильм живым импровизированным выступлением на западных и восточных струнных инструментах, таких как уд, нэй и шэн, в октябре 2006 года в Художественном музее Рубина в Нью-Йорке. Ансамбль Silk Road повторил выступление в кинотеатре Avon Cinema в Провиденсе, Род-Айленд, в феврале 2007 года[18].
- Лондонская группа Little Sparta написала оригинальную музыку к фильму в 2007 году, добившись заметных выступлений на фестивале Latitude (2007), Эдинбургском фестивале искусств (2009) и Меконвилле (2017). Они также выступали в театрах и на площадках Великобритании и продолжают выступать, выпустив EP с избранными песнями в июне 2008 года.
- Группа Morricone Youth из Нью-Йорка написала новую музыку к фильму в 2012 году и впервые исполнила ее вживую в кинотеатре Nitehawk Cinema в Бруклине 28 сентября 2012 года  В 2016 году Country Club Records выпустила виниловый EP с 6 песнями[19][20].
- Испанская группа Caspervek Trio написала новый саундтрек к фильму, премьера которого состоялась в 2014 году в Виго, с дальнейшими выступлениями в Оренсе, Липтовски-Микулаше и Мадриде[21].
- Шотландский джазовый квартет S!nk сочинил и исполнил новую музыку к фильму в 2017 году в рамках фестиваля искусств Hidden Door в Эдинбурге в рамках серии мероприятий, посвященных повторному открытию театра Лейт после его закрытия. 25 лет[22][23].
- Студенты Королевской Бирмингемской консерватории написали музыку к фильму, премьера которого состоялась на кинофестивале Flatpack в Dig Brew Co. 22 апреля 2018 года [24].
- Крис Дэвис написал новую музыку к премьере Брэдфордского анимационного фестиваля 2014 года. Используя как записанные, так и живые инструменты, он продолжал активно гастролировать, играя вживую с фильмом по Великобритании и Европе.
- Бен Бентеле, Дэвид Олдердис, Дэниел Бе и Кейт Поуп сочинили и импровизировали музыку к фильму, премьера которого состоялась 22 апреля 2023 года в Paradise Theater в Паонии, штат Колорадо, США. В представлении использовался широкий спектр мировых инструментов и электронных элементов.

## Восприятие
Переиздание фильма в 2007 году принесло 100156 долларов. Фильм имеет 100% рейтинг одобрения кинокритиками на Rotten Tomatoes, на основе 21 отзыва.